# Árbær
Árbær (isländische Aussprache: [ˈauːrˌpaiːr̥]) ist ein Stadtbezirk von Reykjavík, Island.

## Gliederung
Der Stadtbezirk ist in fünf Teile eingeteilt:
- Das eigentliche Árbær
- Ártúnsholt
- Norðlingaholt
- Selás
- Hálsar (Industriegebiet)

Der Stadtbezirk hat etwa 13.000 Einwohner.
Er befindet sich im östlichen Teil der Stadt. In Árbær liegen der Fluss und das Tal Elliðaár.

## Geschichte
Der zentrale Wohnbereich wurde in den 1960er bis 1970er Jahren in einem nordischen funktionalistischen Stil erbaut, ähnlich dem nahe gelegenen Breiðholt. Die Entwicklung der Außenteile begann in den 1980er Jahren und dauerte bis in die 90er Jahre.
In den 2000er Jahren wurde am östlichen Rand des Stadtbezirks das Gebiet Norðlingaholt sowie ein neues Gewerbegebiet errichtet.

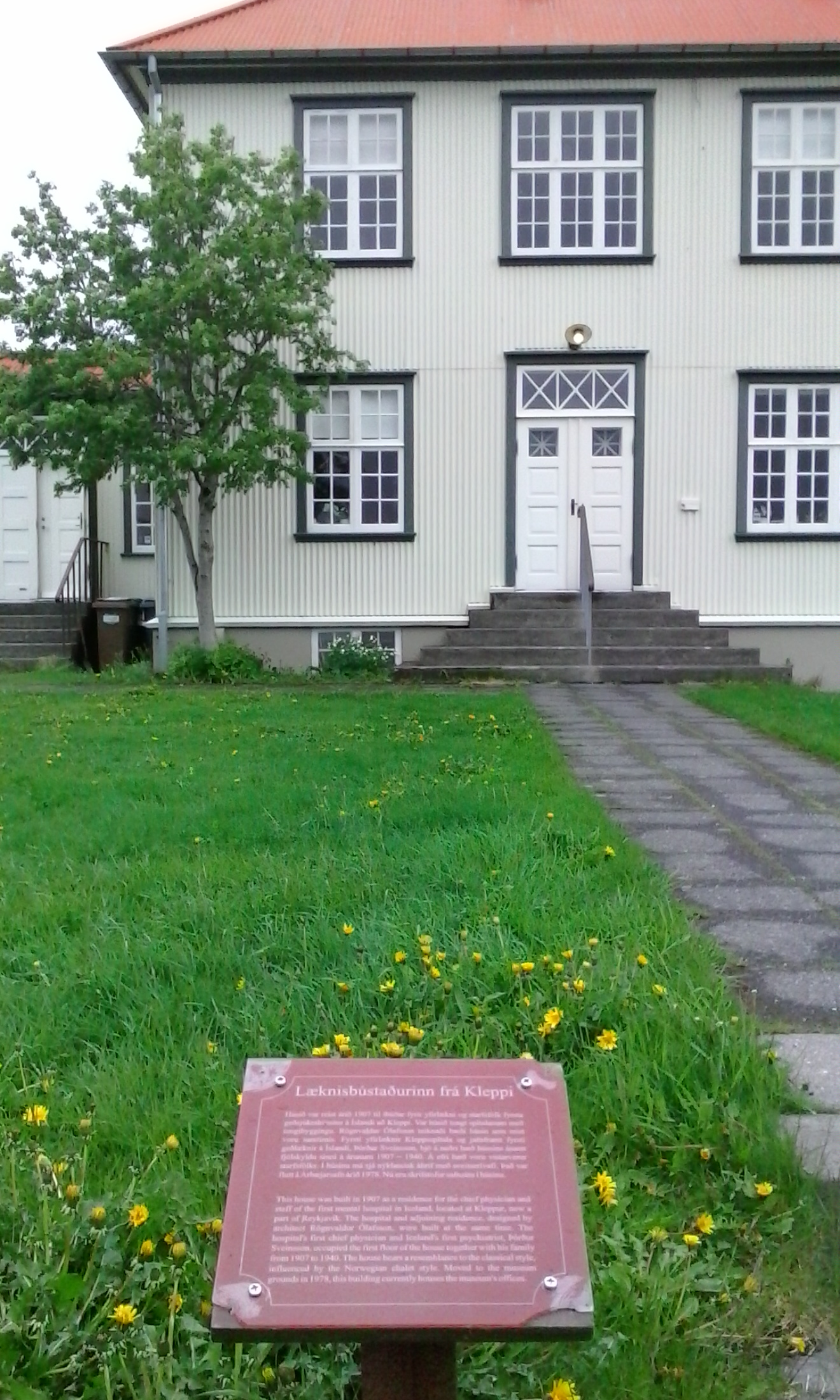
Das Freilichtmuseum Árbæjarsafn

## Sport
Der örtliche Fußballverein Fylkir spielt in der erstklassigen Pepsideild. Außerdem ist auch Reiten ein beliebter Sport im Stadtbezirk. So gibt es mehrere Reitanlagen.

## Sehenswürdigkeiten
Der Stadtbezirk bietet mehrere Sehenswürdigkeiten.
Das Freilichtmuseum Árbæjarsafn, das aus einem alten Bauernhof hervorging und das heute historische Wohn- und Lebensformen in translozierten Gebäuden zeigt, steht im Stadtbezirk.